# Sonate pour violon et piano (Szymanowski)
Pour les articles homonymes, voir Sonate pour violon et piano.
La Sonate pour violon et piano en ré mineur opus 9 est une œuvre de musique de chambre de Karol Szymanowski. Composée en 1904 à Varsovie, elle est créée le 19 avril 1909 à Varsovie par Paul Kochanski au violon et le pianiste Arthur Rubinstein. De structure classique, elle trouve son inspiration mélodique et harmonique dans le romantisme allemand et français incarnés par Robert Schumann et César Franck.

## Structure
L'œuvre se compose de trois mouvements :
1. Allegro moderato - Patetico
2. Andantino e tranquillo dolce (quasi cadenza)
3. Finale: Allegro molto quasi presto

La durée d'exécution est d'environ vingt-deux minutes.